# Pervâne

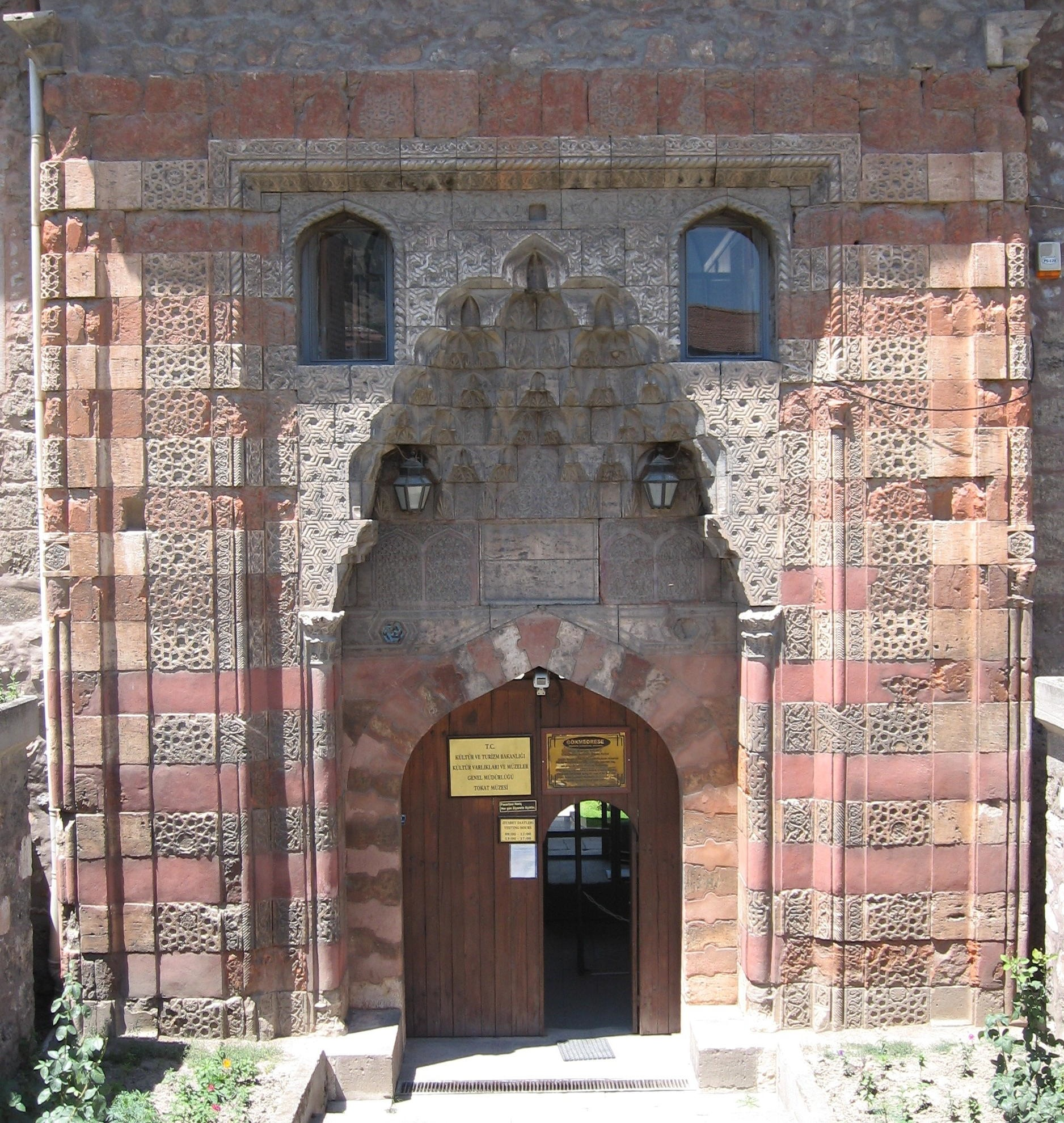
Entrada de l'escola teològica «Gök Medrese» a Tokat, construïda cap a 1270.

Muin al-Din Sulayman o en turc Muineddin Süleyman, conegut com a 'Pervâne' (Pervaneh) o Parwâna (Parwana) fou un dels més influents visir del Soldanat de Rum. Entre 1261 i 1277 va tenir un paper essencial en la política a Anatòlia entre el Soldanat de Rum, els mongols il-kànides i els mamelucs durant el regnat de Bàybars I. La seva mort va inspirar diversos poetes. Segons la tradició dels mevlevis hauria estat un parent del místic Djalal al-din Rumi.

## Biografia
El 1237, el soldà de Rum Kaykhusraw II es va casar en terceres noces amb Thamar (Tamara), la filla de la reina de Geòrgia Russudan I i neta del sultà seljúcida Toghrul II. El pare de Tamara s'havia convertit al cristianisme ortodox per casar-se amb Russudan. Tamara es va convertir a l'islam i va prendre el nom de Gürcü Hatun. Aquest matrimoni havia d'assegurar la pau entre Geòrgia i els seljúcides d'Anatòlia.
El 1243, després de la victòria del general mongol Baidju al Kösedağ, Kaykhusraw II es va haver de sotmetre als mongols. Muhadhdhab al-Din Ali al-Daylami, el pare de Muin al-Din Sulayman, era llavors el visir del sultà seljúcida i mediador en l'acord; el fill que havia tingut una esmerçada educació, va ser nomenat governador de Tokat i més tard d'Erzindjan, amb el suport per aquests nomenaments del general mongol Baïdju. Muhadhdhab al-Din Ali al-Daylami va morir el 1244.
A la seva mort el 1246, Ghiyath al-Din Kaykhusraw II va deixar tres fills i una filla de tres esposes diferents:
- Izz al-Din Kaykaus o Kay Kawus II nascut cap a 1234/1235, que va succeir al seu pare. Era fill de la primera esposa del seu pare, una noia grega filla d'un sacerdot (pope) que en segones noces es va casar amb el visir Shams al-Din al-Isfahani.[3] Kaykaus II es va casar el 1237 amb Gürcü Hatun (Tamara de Geòrgia), de la que fou el marit preferit.
- Rukn al-Din Kilidj Arslan nascut cap a 1236/1237. Era el fill de la segona esposa turca de Kaykhusraw. Aspirava a la successió del seu pare.[3]
- Ala al-Din Kaykubad va néixer cap a 1239/1240. Era ell a qui el seu pare havia escollit com a successor, però els germans gran van saber i poder apartar-lo, ja que era massa jove en el moment de la mort del pare. Era el fill de la tercera esposa, i favorita, de Kaykhusraw, Gürcü Hatun.[3]
- Una filla de la tercera esposa.[3]

Els tres fills mascles eren menors d'edat a la mort del seu pare: entre set i dotze anys. La regència fou assegurada pel visir Shams al-Din al-Isfahani que va esdevenir molt influent, i es va casar amb la vídua grega de Kaykhusraw II, mare de Kaykaus II. Shams al-Din al-Isfahani va afavorir al seu gendre que aparegué un moment com l'únic successor del seu pare. Muin al-Din Sulayman prengué el partit de Rukn al-Din Kilidj Arslan.
El gran kan Güyük va atribuir el tron a Kilidj Arslan IV, que havia anat a trobar-lo a Mongòlia, amb preferència al seu germà gran Kaykaus II. Al mateix temps Güyük va fixar el tribut anual dels seljúcides: en 1.200.000 d'hyperperons, 500 peces de teixit de seda i d'or, 500 cavalls, 500 camells, 5000 caps de petit bestiar i, a més a més, regals diversos que duplicaven l'import del tribut. »
El 1254 el grand-kan Möngke que va succeir a Güyük, va decidir que Kaykaus II regnaria a l'oest i Kilidj Arslan a l'est del riu Kizilirmak. Per ordre de Möngke, el seu germà Hülägu va creuar l'Amudarià el 2 de gener de 1256 i a la riba persa del riu, fou felicitat pels representants dels seus nous vassalls, entre els quals els dos germans seljúcides, Kaykaus II i Kilidj Arslan IV. Baïdju, descontent del retard amb què Kaykaus pagava el tribut, el va atacar i va vèncer als seljúcides a Ak Saray (octubre de 1256). Kaykaus II va trobar refugi amb l'emperador romà d'Orient Teodor II Làscaris (1261). Els mongols instal·laren al seu lloc a Kilidj Arslan IV. Baïdju va nomenar Muin al-Din Sulayman com a amir hadjib i parwana («pervâne» en turc, equivalent a assistent personal) de Kilidj Arslan IV i en endavant fou el verdader poder. Va entrar a Konya el 13 d'agost de 1261. Aquest mateix any va fer front a una revolta de l'amir de Karaman.
En tant que visir de Kilidj Arslan IV, Muin al-Din Sulayman Pervâne va conquerir (1263) la ciutat de Sinope, que fins aleshores era una marca de l'Imperi grec de Trebisonda, i la va convertir en el seu propi feu reconegut oficialment pel kan Abaqa el 1265. Sinope serà després la capital dels seus descendents, els pervanèides. Kaykaus tornà poc després en algun moment i segons algunes font acabà compartint altre cop el regne amb el seu germà sobre les bases de l'arbitratge de Möngke. però segons altres va morir en territori romà d'Orient vers 1280 sense haver pogut tornar.
El febrer del 1265, Pervâne fou previngut que el sultà volia desfer-se d'ell. Llavors va fer escanyar el sultà a Ak Saray en el transcurs d'un banquet). L'hereu del tron, Ghiyath al-Din Kaykhusraw III fou nomenat sultà per Pervâne, encara que tenia menys de tres anys. Pervâne va estar temptat de col·locar al tron al seu propi fill de tres anys sobre el tron dels sultans, però finalment va preferir casar-se amb la vídua de Kilidj Arslan i exercir les funcions de regent de Ghiyath al-Din Kaykhusraw III. El nou sultà es va casar amb una filla de Pervâne (segons una inscripció a Tokat).
El 1273/1274 Parvâne va demanar al kan Abaqa la revocació del governador mongol, Adjäy, germà del kan el que seria el primer indici de la incomoditat del visir amb l'autoritat mongola amb la qual fins aleshores s'havia avingut tan bé. D'altra banda el naufragi de l'estat seljúcida havia incitat a diversos amirs turcs a marxar de la regió i a emigrar cap Egipte o incitaren el sultà mameluc Bàybars I a intervenir contra el domini mongol. Molt probablement, Pervâne mateix estava secretament a l'origen d'aquestes negociacions. El 1275, Bàybars va arribar a Síria, però Pervâne el va dissuadir d'entrar a Anatòlia central i el va encaminar cap al Regne armeni de Cilícia. Lleó III o Levon III rei d'Armènia era tanmateix vassall dels il-kànides; sabia feia un temps que Bàybars tenia la intenció d'envair el Soldanat de Rum, i en va advertir al seu senyor feudal, el kan Abaqa, diverses vegades, però Abaqa no el va creure i va acceptar en canvi les seguretats de Pervâne. Pel seu costat, Bàybars pensava que el millor camí per conquerir l'Anatòlia central era passar per Cilícia i al mateix temps era el mitja de castigar els armenis per la seva col·lusió amb els francs que enfrontaven als mamelucs a Síria. El saqueig de Cilícia no fou només per castigar els armenis, sinó també per privar els mongols d'una font d'avituallament
A la primavera del 1277, Bàybars va penetrar al sultanat seljúcida. El 18 d'abril va derrotar l'exèrcit mongol a Elbistan. Pervâne que manava el contingent seljúcida, va fugir. El seu fill i el seu net foren fets presoners pels mamelucs. Bàybars va fer una entrada triomfal a Kayseri (23 d'abril). Esperava que Pervâne anés a retre-li homenatge, però aquest últim va continuar al costat mongol almenys nominalment, i es va refugiar a Tokat amb el jove sultà seljúcida. L'emir de Karaman es va revoltar altre cop. Bàybars va tornar a Síria abans de l'arribada dels mongols. Va morir, potser enverinat, a Damasc aquell mateix any 1277. A la notícia de la derrota d'Elbistan el kan mongol Abaqa va marxar a Anatòlia (juliol de 1277) i va castigar durament a les poblacions musulmanes, i es diu que va fer matar 200.000 persones. Al mateix temps sospitava de Pervâne, ja que aquest no havia lluitat eficaçment contra els exèrcits mamelucs en el moment de la batalla i no havia previngut als mongols que Bàybars s'acostava, en un doble joc que també havia irritat a Bàybars. Pervâne va anar al campament mongol a fer homenatge a Abaqa, que al principi va pensar a respectar-lo i se'l va emportar cap a l'est, però davant la insistència de les famílies dels que van morir en la batalla, el kan va fer executar a Pervâne el 2 d'agost de 1277.

## Els successors
El fill de Pervâne, Mehmed Bey va agafar el títol de Pervâne i el control de les possessions familiars al voltant de Sinope. Portà una política prudent envers els mongols. La família dels Pervâneoğullari va mantenir la possessió de la regió fins al 1322 quan el beilicat fou absorbit pel beilicat veí dels Jandàrides (Candaroğulları).

## Monuments
A Sinope:
- La mesquita dita d'Alaeddein, construïda per Kaykubad I sobre l'emplaçament d'una catedral anterior. La mesquita actual fout construïda sota Parvâne el 1267. El pati conté el mausoleu dels Isfendiyàrides.
- La mesquita Alâiye anomenada de vegades Pervâne Medrese data del mateix any

A Tokat:
- Pervâne va fer construir el que s'anomena la Gök Medrese (madrassa celest) el 1277. A l'origen, eren un hospital i una escola de medicina. Actualment és un museu.
- Al costat, es troben les restes d'un hammam d'estil seljúcidae que és atribuït a Pervâne bé que cap inscripció no ho testifica.

A Merzifon:
- Una mesquita anomenada de Sultan Muhammad porta data de fundació el 1265 i el nom de Parvâne amb el títol mongol d'iftikhar-i nuyan.

A Kayseri:
- Recents escorcolls (2002) al basar de Kayseri, han permès posar a la llum les restes d'una madrassa atribuïda a Pervâne.